# 孟秋江

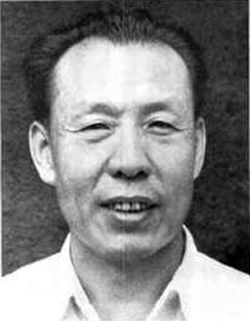
1950年代的孟秋江

孟秋江（1910年4月—1967年3月16日），原名孟可权，江苏常州人，中华民国及中华人民共和国记者。

## 生平

### 从西北到华北
孟秋江的祖上在清朝康熙年间自山东邹县迁居常州北门。青年时期，由于社会经济凋敝，民不聊生，孟秋江深受反帝爱国思潮吸引。一·二八事变时，孟秋江离开上海训练自治所，准备投奔十九路军参加抗日，但因《淞沪停战协定》签订而未能成行。此后，他赴甘肃张掖县城担任公务员。
1935年，孟秋江遇到范长江，两人相约一起当旅行记者。1936年夏，孟秋江整理了考察西北的所有旅行通讯，与范长江共同出版了《中国的西北角》，在中国引起极大震动。此后，美国记者史沫特莱、斯诺来到中国西北访问。许多亲共左翼人士也赴西北宣传中国工农红军，宣传延安，促使中国左翼人士普遍支持延安共党政权。
1937年七七事变后，孟秋江作为《大公报》记者，参加了南口、平型关、潼关、徐州、中条山等战役以及江西东战场的采访，发表《南口迂回线上》、《烽火潼关》、《大战平型关》、《晋东鏖战记》等战地通讯。他在《大战平型关》的通讯中提出“记者的道德，即尊重国家和民族的利益，也就是根据事实说实话的一个原则”，但实质上只替共产党宣传鼓动。从他在家书中自称 “在中国社会第二个变动时期——抗日战争时期，找到了正确的道路。”可知其亲共立场。
孟秋江在西北考察及在华北战场上的出色报道受到共产党延安方面的重视。在八路军太原办事处，在文水，孟秋江曾听周恩来作抗日形势报告。1937年冬，孟秋江在周恩来的安排下访问了毛泽东，将与毛泽东的谈话发为专电，向国内外宣传鼓吹“中国共产党抗战到底的决心”。离开延安之时，毛主席赠送孟秋江马列主义书籍。1937年11月11日，国军在日军压境下不得不弃守太原，孟秋江随中共方面的周恩来、彭雪枫，以及国军卫立煌、孙连仲、傅作义等人同坐一辆军车撤往汾河。孟秋江就此写出了《退出太原城》一文。

### “青记”和“国新社”
中国青年新闻记者学会（简称“青记”）和国际新闻社（简称“国新社”）是中国共产党领导下的中国新闻工作者组织。孟秋江是“青记”的发起人之一，“国新社”的创始人之一，参与领导了“青记”和“国新社”。
孟秋江任“国新社”经理，负责桂林总社的日常管理。当时该社严重缺乏经费，孟秋江拿出自己的稿费等钱物支持该社。他和范长江、陈同生等人组织举办“战时新闻工作讲习班”、桂林“暑期新闻研究班”，和陆诒、夏衍、冯乃超、张铁生、杨冬莼等人分任战时新闻学概论、新闻采访与编辑、国际形势讲话和对敌宣传等课程的讲师。孟秋江还同范长江、邵忠汉、陆诒、黄药眠等人合著了一本小册子《怎样做好新闻采访工作》，作为“国新社”记者及通讯员的学习读本。
1939年5月，范长江自桂林赴重庆，孟秋江作为代社长主持桂林“国新社”工作。1940年，随着国共关系趋于紧张，政治环境日益恶化，孟秋江领导社员们贯彻中共的方针政策，宣传所谓“抗日、团结、民主”。孟秋江重点培养了陈子涛、吴承德、唐海、任重、林珊等骨干记者，专门组织力量宣传中共领导的军队击退日军、第四战区司令张发奎率军收复南宁、爱国人士陈嘉庚抗日救国事迹，并且同国军中央军杜聿明建立了统战关系。抗日战争进入新阶段时，孟秋江将大批经过专门培训的青年记者送往前线，赴敌后中共抗日割据地及游击区开展新闻工作。
皖南事变后，在中共的领导及国民党内反蒋派核心人物李济深的支持下，仍留在桂林“国新社”，一边坚持发稿，一面暗中将桂林的“国新社”社员及文化界、新闻界亲共左翼人士分批送至重庆及香港，并帮他们找到工作，作为身份掩护。最后孟秋江离开桂林抵达香港。

### 《文萃》
抗战胜利前夕，孟秋江按照党的指示南下上海开展地下工作。当时，开展共产党地下工作十分困难和危险，孟秋江决定利用亲属做掩护。
抗日战争胜利前夕，孟秋江按照中共的指示，赴上海办报刊，开展中共的地下活动。为了便于掩护，1944年7月，孟秋江回到常州，将侄女孟兰芳接到上海，同住在亨利路147号3楼。他还将侄女的名字改为“孟刚”，给她看苏联小说《女游击队员》。抗日战争胜利后，孟秋江在上海组织恢复了“国新社”上海办事处，任重等4人为该办事处骨干。孟秋江任上海《文汇报》采访部主任，安排以“青记”、“国新社”成员为主的20多名中共地下党员及进步人士进入《文汇报》工作。孟秋江还担任《文萃》总经理，与黎澍、王坪、黄立文、计惜英等五人组成理事会，并联系到不少“国新社”成员加入。《文萃》在周恩来的直接领导下，形成了很强的作者队伍，经常撰稿者有郭沫若、茅盾、马叙伦、吴晗、田汉、宦乡、许广平、姚溱、胡绳、李南山等。
国共和谈破裂后，1947年，进步刊物《民主》、《周刊》、《文汇报》、《联合晚报》、《新民晚报》以及中共的刊物《群众》等先后被南京国民政府停办及查封，孟秋江上了“黑名单”。亨利路147号楼下有特务把守，孟秋江居住的3楼不时有特务敲门。在受到国民党特务监视及搜捕的情况下，孟秋江按照中共的指示继续承办《文萃》。1947年7月19日，《文萃》遭国民党当局破坏，主编陈子涛、印刷经理骆何民、发行经理吴承德被逮捕。孟秋江遭到通缉追捕，流浪街头。同年9月，经中共上海地下党组织营救，孟秋江与温崇实同船抵达香港，继续负责“国新社”的工作（后来，在中华人民共和国成立前夕，陈子涛、骆何民、吴承德先后被蒋介石签令杀害于南京雨花台、宁波薛家山，史称“文萃三烈士”）。
孟秋江在中共的直接领导下，对“民进”、“民盟”的筹建和发展，对北平和平解放都做了许多工作。

### 从《进步日报》到香港《文汇报》
1949年1月15日，中国人民解放军攻占天津。周恩来指示孟秋江、杨刚随解放军部队进入天津，接管《大公报》，改组为《进步日报》，孟秋江担任《进步日报》经理。1950年代初，孟秋江担任中共天津市委统战部副部长。1950年1月28日，民盟总部第二次常委会决定在天津市成立民盟组织，选派孟秋江、辛毓庄、余明德、吴廷璆、叶刚侯、关静宜、王振华等7人为委员，孟秋江任主任委员，组成了民盟天津市支部临时工作委员会（简称“临工会”）。这是天津市最早成立的民主党派地方组织。1951年11月4日，民盟天津市支部委员会正式成立，孟秋江任主任委员。1954年6月，民盟天津市第二届支部委员会组成，孟秋江仍任主任委员。1955年3月6日至3月9日，中国人民政治协商会议天津市第一届委员会第一次全体会议举行，会议选出政协天津市第一届委员会，黄火青任主席，吴砚农、李烛尘、刘锡瑛、谷小波、孟秋江、李霁野为副主席。1957年5月6日，天津市人民代表大会代表，政协天津市委员会委员杨亦周、孟秋江、王赣愚、赵今声等82人开始视察天津市肃反工作。1960年3月18日至3月21日，政协天津市第二届第一次会议召开，会议选举万晓塘为政协天津市第二届委员会主席，王亢之、杨亦周、赵克、张国藩、刘锡瑛、孟秋江、李霁野、杨春林、朱继圣、王光英、范权、唐家礼、杨坚白、穆芝房为副主席。1962年，孟秋江担任香港《文汇报》社社长，同时接手原由廖承志领导的香港《循环日报》。任内，孟秋江开展了促进祖国统一的活动。文化大革命开始后，孟秋江在北京遭到残酷迫害。
1967年3月16日，孟秋江在北京遭迫害死于非命（千家驹称其是自杀身亡）。身后没有留下钱财，也没有子女。

## 著作
- 孟秋江，孟秋江文集，华东师范大学出版社，1994年